# Hrobčice
Obec Hrobčice (německy Hrobschitz) se nachází v okrese Teplice v Ústeckém kraji. Žije v ní přibližně 1 100 obyvatel.

## Historie
První písemná zmínka o vesnici pochází z roku 1240.

## Obyvatelstvo
Při sčítání lidu v roce 1921 zde žilo 351 obyvatel (z toho 174 mužů), z nichž bylo 52 Čechoslováků, 288 Němců a jedenáct cizinců. Kromě 29 lidí bez vyznání se hlásili k římskokatolické církvi. Podle sčítání lidu z roku 1930 měla vesnice 369 obyvatel: 56 Čechoslováků, 308 Němců a pět cizinců. Většina jich byla římskými katolíky, ale žil zde také jeden evangelík, čtyři členové nezjišťovaných církví a sedm lidí bez vyznání.
|                                                                                        | 1869 | 1880 | 1890 | 1900 | 1910 | 1921 | 1930 | 1950 | 1961 | 1970 | 1980 | 1991 | 2001 | 2011 |
| -------------------------------------------------------------------------------------- | ---- | ---- | ---- | ---- | ---- | ---- | ---- | ---- | ---- | ---- | ---- | ---- | ---- | ---- |
| Obyvatelé                                                                              | 287  | 299  | 327  | 318  | 291  | 351  | 369  | 198  | 249  | 279  | 414  | 332  | 324  | 338  |
| Domy                                                                                   | 47   | 48   | 50   | 51   | 58   | 60   | 61   | 68   | 157  | 53   | 51   | 55   | 56   | 68   |
| Data z roku 1961 zahrnují i domy z místních částí Chouč, Mirošovice, Mrzlice a Tvrdín. |      |      |      |      |      |      |      |      |      |      |      |      |      |      |

## Části obce
- Hrobčice
- Červený Újezd
- Chouč
- Kučlín
- Mirošovice
- Mrzlice
- Mukov
- Razice
- Tvrdín

K obci příslušejí i tři katastrální území po vesnicích, zlikvidovaných při zřízení Radovesické výsypky: Radovesice u Bíliny, Dřínek a Hetov.

## Pamětihodnosti
- Na jižním okraji hospodářského dvora ve středu vesnice stojí zřícenina hrobčického zámku, který byl postaven v renesančním slohu ve druhé polovině 16. století.[8]
- Hřbitovní kostel svatého Havla doložený už v první polovině 13. století stojí nad obcí mimo průjezdní silnici. Kostel nemá věž a sanktusník je bez zvonu. Až do roku 1998 zde býval zvon, který byl přemístěn do kostela svaté Maří Magdalény v Kerharticích, neboť je tam lépe využit.[9]
- Na východním okraji vesnice začíná okružní naučná stezka skřítka Hrobčíka.

## Rodáci
- Richard Schmidt (1875–1947), český, německy hovořící právník a spisovatel